# ПюДиПай
Феликс Арвид Улф Шелберг (на шведски: Felix Arvid Ulf Kjellberg), известен онлайн като ПюДиПай (на английски: PewDiePie), е шведски ютюбър и комик, известен с едноименния си канал във видео платформата. Според „Форбс“, към 2017 г. доходите му съставляват около 12 милиона долара.
Роден в Гьотеборг, Швеция, Шелберг първоначално учи за степен по индустриална икономика и технологичен мениджмънт в Техническия университет Чалмърс в Гьотеборг. През 2010 г. докато още е в университета, той регистрира канала си в YouTube под името PewDiePie. На следващата година напуска университета, след като губи интерес в областта, която изучава. След като не успява да започне стаж в рекламна агенция, решава да се фокусира върху създаването на онлайн съдържание за канали си в YouTube. За да финансира видеата си, Шелберг започва да печата и продава свои проекти, направени на Adobe Photoshop, и продава хотдози. Много скоро Шелберг започва да жъне успех във видео платформата, спечелвайки бързо много последователи, като през юли 2012 г. каналът му вече се радва на 1 милиона последователи.
На 15 август 2013 г. Шелберг вече има каналът с най-много абонати в YouTube, като е задминаван само за кратко няколко пъти в началото на 2019 г. от индийския лейбъл „Ти Сиърис“. От 29 декември 2014 г. до 14 февруари 2017 г. каналът на Шелберг е най-гледаният канал в платформата. Към август 2019 г. каналът на Шелберг има над 100 милиона абонати и 22 милиарда гледания, което го прави вторият канал с най-много абонати (след Ти Сиърис) в платформата.
Най-известното видео съдържание на Шелберг включва гейминг видеа с коментари, особено игри в жанра сървайвал хорър. Много от първите му видеа представляват неговите реакции към страшните елементи в тези игри, но скоро след това той започва да играе различни жанрове игри. Докато поддържа фокуса си върху видеоигрите, Шелберг започва все по-често да включва комедийни влогове. Към средата на 2010-те години той започва да създава влогове с фокус върху интернет културата и взаимодействие с публиката му. Съдържанието му е възхвалявано като оригинално и нефилтрирано, но понякога е възприемано и като дразнещо или посрещано с критики. След противоречия в началото на 2017 г. относно съмнения за антисемитизъм в няколко видеа на Шелберг, многоканалната мрежа, с която е подписал, прекъсва партньорството си с него. И докато той разкритикува отразяването на ситуацията и защитава съдържанието като комично и изкарано от контекст, той признава обидния му характер.
Шелберг се занимава и с благотворителност, дарявайки пари и насърчавайки публиката си също да дарява. Поради популярността си, играейки и коментирайки инди игри, Шелберг вдига продажбите на заглавията, които играе. През 2016 г. списание „Тайм“ го нарежда сред 100-те най-влиятелни хора. Шелберг живее в Брайтън, Великобритания, с жена си от италиански произход Марция Бизонин.

## Ранен живот
Шелберг се ражда и израства в Гьотеборг. В началното училище развива интерес към изкуството, рисувайки популярни герои от видеоигри като Марио и Соник, и играе на SNES. В средното училище често пропуска занятия, за да играе видеоигри с приятели. След това се записва да учи индустриална икономика и технологичен мениджмънт в Техническия университет Чалмърс, но през 2011 г. напуска университета. Често срещано заблуждение е, че той напуска университета в търсене на кариера в YouTube, докато самият той разказва, че го е напуснал просто защото не му е харесвало и са му били скучни предметите. Той споделя, че обича Adobe Photoshop, поради което се опитва да печели пари чрез фоторедактиране след като напуска университета.

## Дискография
| Година  | Заглавие        | Бележки                                   |
| ------- | --------------- | ----------------------------------------- |
| 2018 г. | Bitch Lasagna   | Копродукция с Party in Backyard           |
| 2018 г. | Rewind Time     | Копродукция с Party in Backyard           |
| 2019 г. | Congratulations | Копродукция с Roomie, Boyinaband, MrBeast |
| 2019 г. | Mine All Day    | Копродукция с Party in Backyard           |